# غرامة

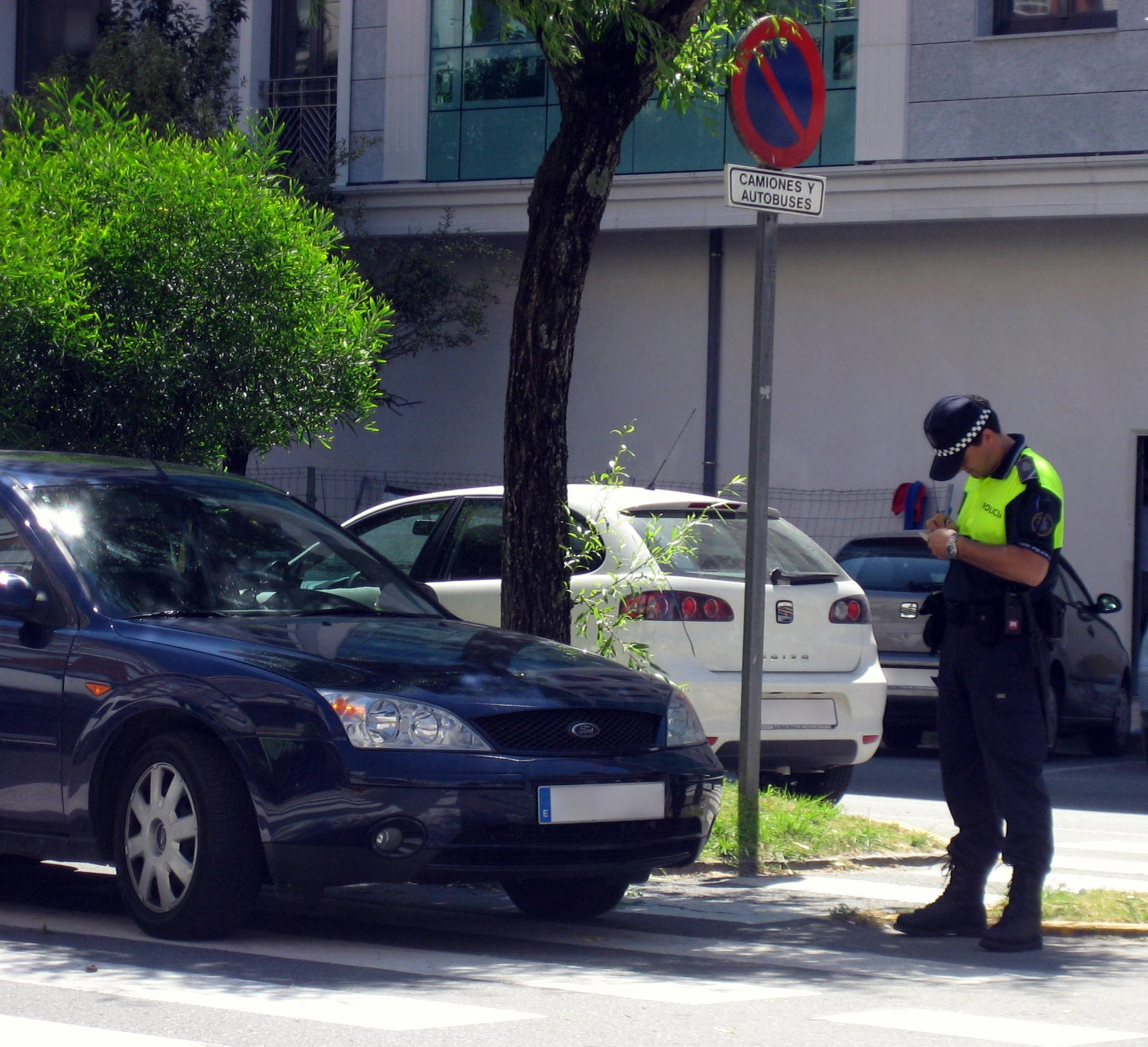

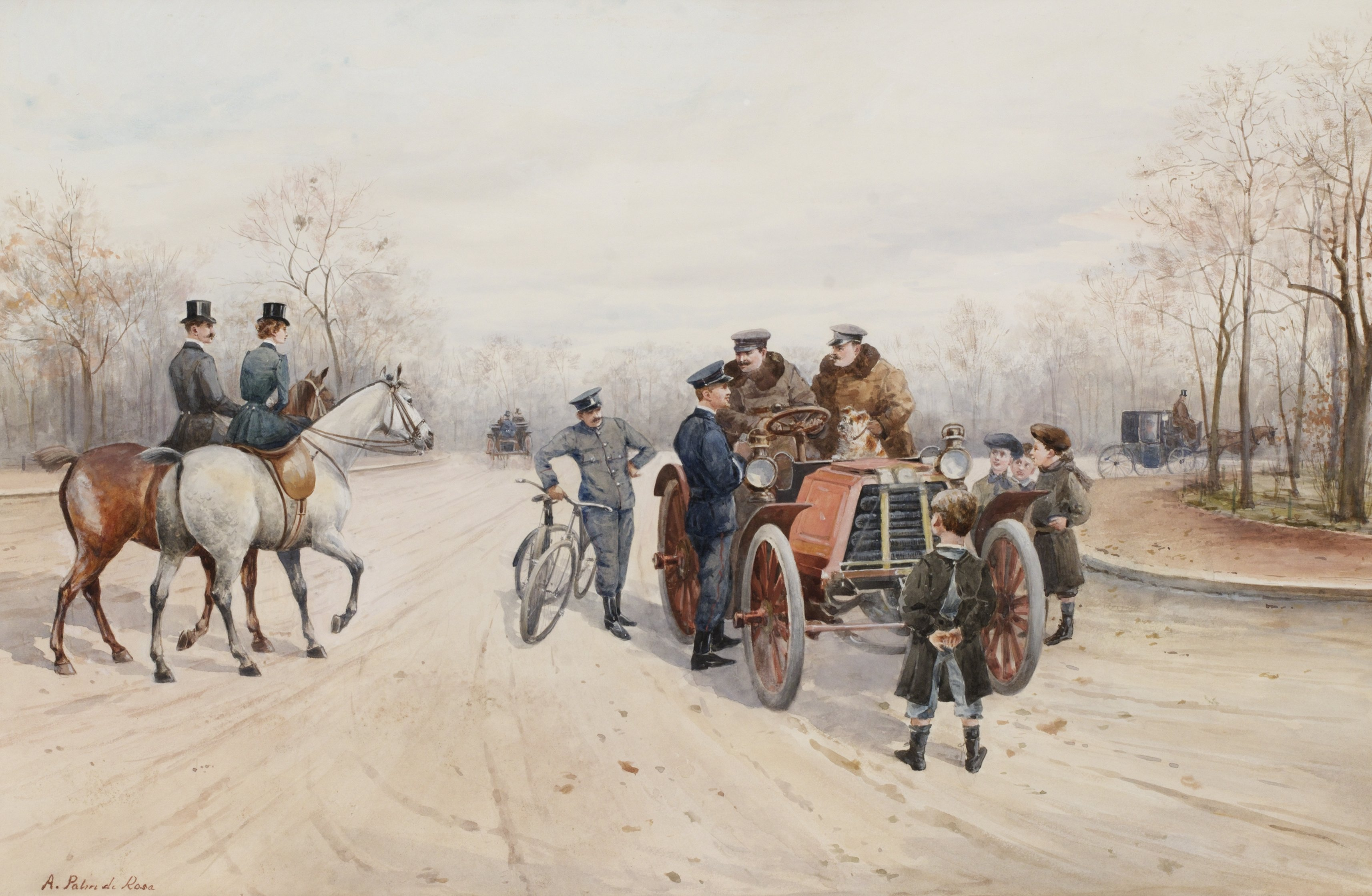

غرامة هي المال الذي تقرره محكمة أو سلطة أخرى كعقاب على جريمة أو جريمة أخرى. ويمكن تحديد مبلغ الغرامة كل حالة على حدة، ولكن غالبا ما يتم الإعلان عنها مسبقا.